# Scopula rubricata
Scopula rubricata là một loài bướm đêm trong họ Geometridae.